# Montpon-Ménestérol

Montpon-Ménestérol este o comună în departamentul Dordogne din sud-vestul Franței. În 2009 avea o populație de 5.535 de locuitori.

## Evoluția populației
| An        | 1975  | 1982  | 1990  | 1999  | 2006  | 2009  |
| --------- | ----- | ----- | ----- | ----- | ----- | ----- |
| Populație | 5.939 | 5.742 | 5.481 | 5.385 | 5.625 | 5.535 |